# Spargania subchlorata
Spargania subchlorata är en fjärilsart som beskrevs av Felder 1875. Spargania subchlorata ingår i släktet Spargania och familjen mätare. Inga underarter finns listade i Catalogue of Life.